# Eparchia di Astrachan'

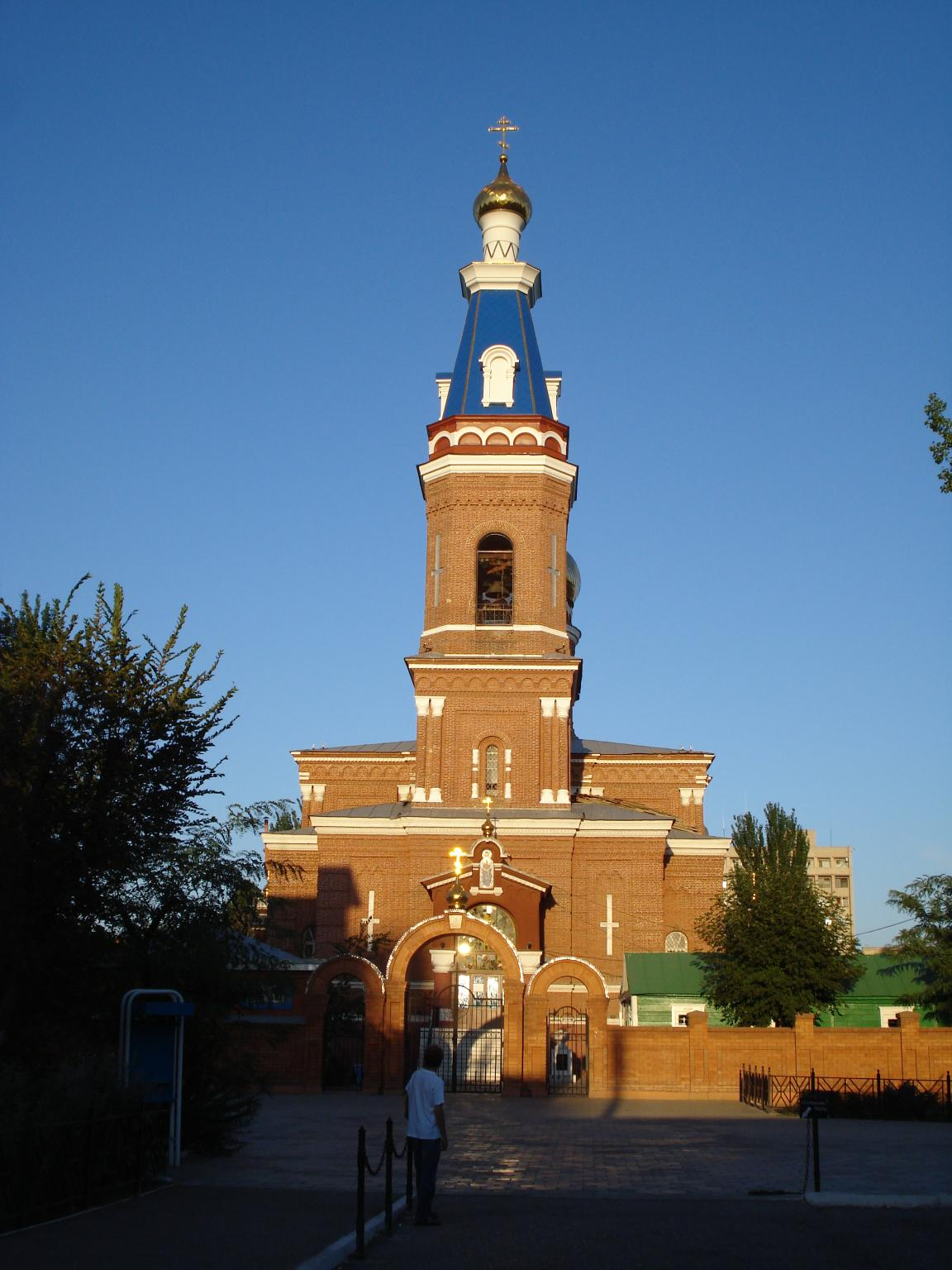
La cattedrale dell'Intercessione di Astrachan'.

L'eparchia di Astrachan' (in russo: Астраханская епархия) è una diocesi della Chiesa ortodossa russa, appartenente alla metropolia di Astrachan'.

## Territorio
L'eparchia comprende i rajon di Limanskij, Kamyzjakskij, Ikrjaninskij, Volodarskij e Privolžskij nell'oblast' di Astrachan' a nord del mar Caspio.
Sede eparchiale è la città di Astrachan', dove si trova la cattedrale dell'Intercessione. L'eparca ha il titolo ufficiale di «metropolita di Astrachan' e Kamyzjak».
Nel 2017 l'eparchia è suddivisa in 9 decanati per un totale di 47 parrocchie.

## Storia
L'eparchia è stata eretta nel 1602, ricavandone il territorio dall'eparchia di Kazan'.
Nel 2013 ha ceduto una porzione di territorio a vantaggio dell'erezione dell'eparchia di Achtubinsk.